# Lucy Nethsingha

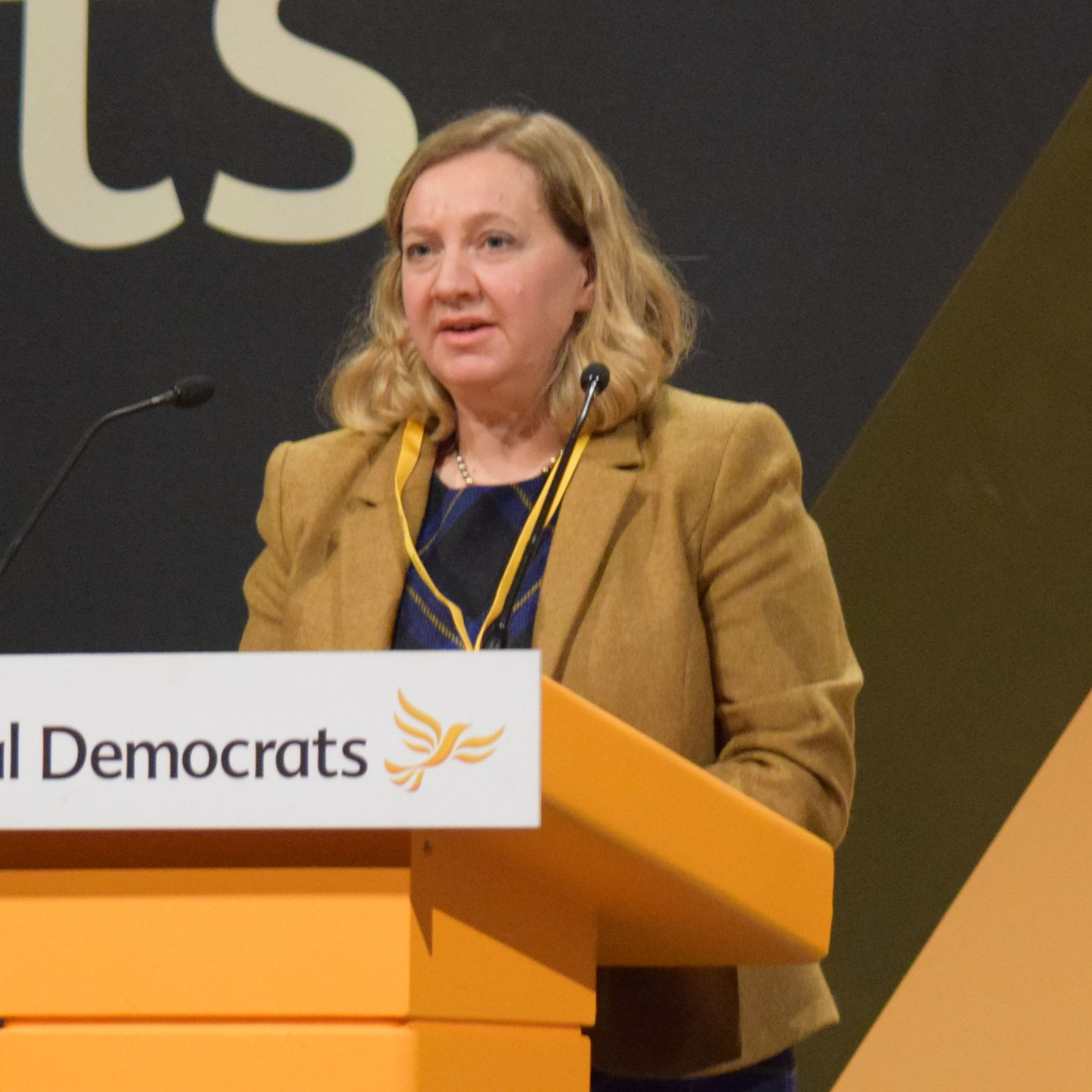
Lucy Nethsingha

Lucy Kathleen Nethsingha (* 6. Februar 1973 in Southampton) ist eine britische Politikerin und Mitglied der Liberaldemokraten. Ab der Europawahl 2019 bis zum 31. Januar 2020 war sie Mitglied des Europäischen Parlaments.

## Politische Laufbahn
Nethsingha ist seit 2009 Abgeordnete im County Council von Cambridgeshire. Seit 2015 ist sie Fraktionsvorsitzende der Liberaldemokraten im Cambridge County Council.

## Funktionen als MdEP
- Mitglied im Rechtsausschuss
- Stellvertretendes Mitglied im Ausschuss für regionale Entwicklung